# Torna, Bara och Harjagers häraders domsaga
Torna, Bara och Harjagers häraders domsaga var mellan 1691 och 1852 en domsaga i Malmöhus län som ingick i domkretsen för Hovrätten över Skåne och Blekinge (Göta hovrätt före 1821).
Domsagan omfattade Torna, Bara och Harjagers härader. Ur domsagan utbröts 1852 Harjagers härad som uppgick i Onsjö, Harjagers och Rönnebergs häraders domsaga, kvarvarande del bildade Torna och Bara domsaga.

## Tingslag
- Harjagers tingslag
- Bara härads tingslag
- Torna härads tingslag